# Cyanopepla imogena
Cyanopepla imogena är en fjärilsart som beskrevs av Butler 1876. Cyanopepla imogena ingår i släktet Cyanopepla och familjen björnspinnare. Inga underarter finns listade i Catalogue of Life.